# Válka proti terorismu
Válka proti terorismu (též válka s terorismem, válka proti teroru, anglicky War on Terror) je obecný termín pro řadu vojenských, politických, právních a náboženských akcí započatých vládou Spojených států amerických jako odpověď na teroristické útoky z 11. září 2001. Nejedná se o konkrétní konvenční válku; termín představuje širší koncepci dlouhodobé strategie nadnárodního významu. Oficiální cíle války proti terorismu jsou čelit teroristickým hrozbám, zabránit teroristům v jejich činech a potlačit vliv teroristických organizací jako je např. Al-Káida. Američany válka proti terorismu stála 250 milionů dolarů denně.
Válka proti teroru a opatření, která s ní souvisejí, se staly zdrojem kontroverze; kritici zmiňují, že byla použita k ospravedlnění agrese (vydávané za preventivní válku), porušování lidských práv a k ospravedlňování jiného porušování mezinárodního práva.
Termín války proti teroru nebo terorismu byl používán už dříve (poprvé zřejmě v roce 1881 v souvislosti s anarchismem), v novodobém kontextu jej jako první použil George W. Bush dne 20. září 2001.
Válka proti terorismu zahrnuje mnoho (zejména vojenských) operací na mnoha místech planety (zejména Blízký Východ a Střední Asie). Hlavním aktérem jsou Ozbrojené síly Spojených států amerických a jejich koaliční spojenci z celého světa. Jednou z hlavních operací je Operace Trvalá svoboda týkající se války v Afghánistánu a operací v Somálsku a na Filipínách. Mezi další patří válka v Iráku, a pak dále protiteroristický boj v mnoha místech na světě, např. v Maroku, Saúdské Arábii, Libanonu, aj.

## Přijetí a kritika války proti teroru
| „                               | Naše válka proti terorismu začíná al-Káidou, ale tím nekončí. Neskončí, dokud každá teroristická skupina globálního dosahu nebude nalezena, zastavena a poražena. | “ |
| — George W. Bush, 20. září 2001 | |   |

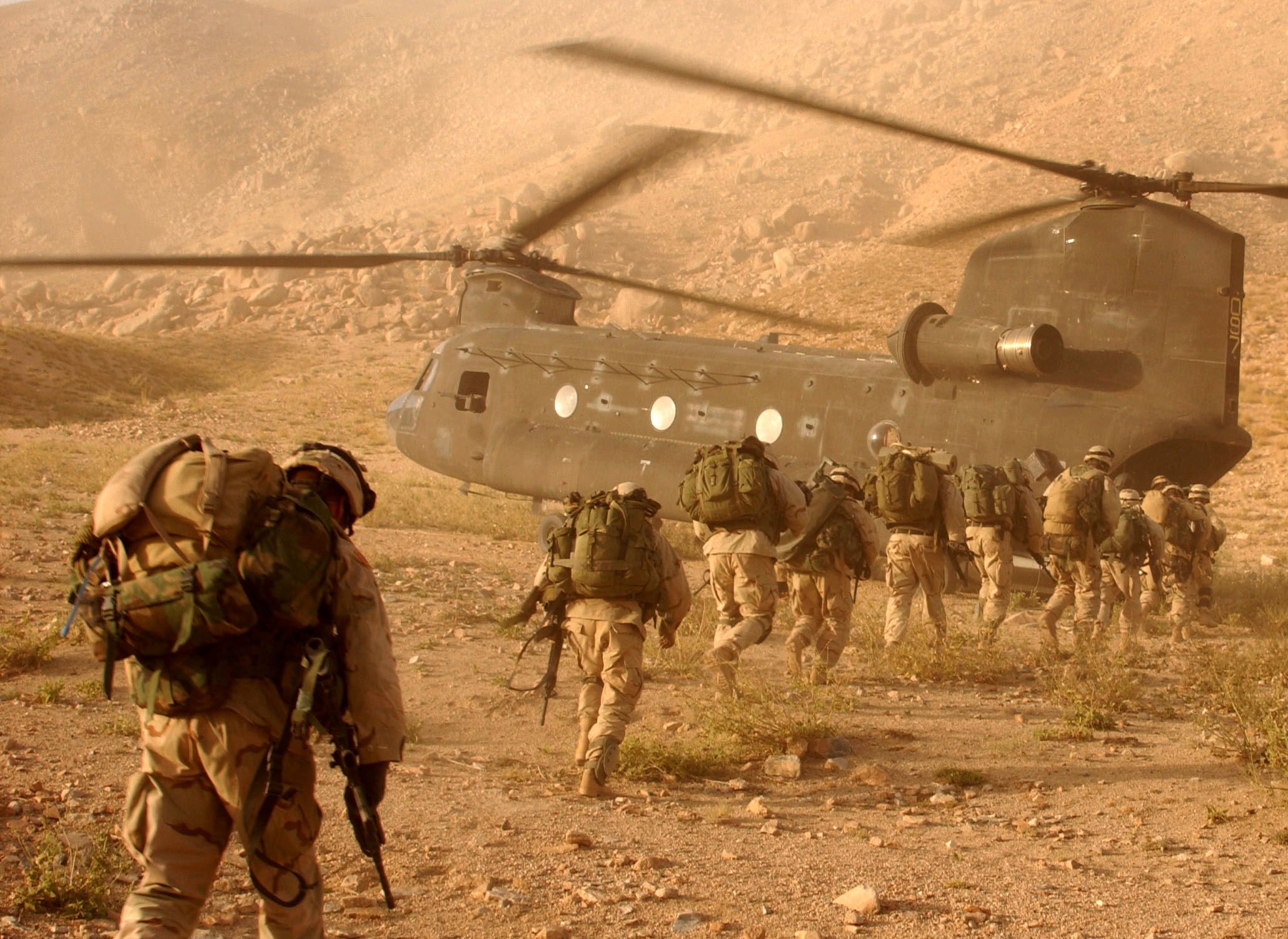
Vojáci americké 10. horské divize v provincii Zábul na jihovýchodě Afghánistánu (září 2003)

Přízeň nebo averze vůči koncepci války proti terorismu se měnila v průběhu času, jak ve Spojených státech tak v zemích spojenců a zbytku světa. Obecně vzato byla krátce po 11. září přijata čelnými představiteli většiny zemí prvního světa (jistou výjimku tvořili Francie a Německo); postupně ale ztrácela na podpoře (a tento trend trvá).
Mezi největší proponenty patří skupina neokonzervativních politiků v administrativě prezidenta George W. Bushe, americké konzervativní i liberální think tanky, výrobci zbraní, dodavatelé vojenské techniky a firmy, patřící mezi kontraktory v přestavbě postsaddámovského Iráku.
Mezi odpůrce patří rozličné skupiny politických aktivistů a občanských sdružení (zejména ve Spojených státech, méně v Británii a jinde).
Proti válce proti terorismu se postavili také někteří politici, například americký senátor za Texas a někdejší prezidentský kandidát Ron Paul a britský ministr zahraničí David Miliband. První zmiňovaný uvádí, že terorismus je taktika, proti které nelze efektivně bojovat konvenčním způsobem.
Argumentem a cílem zastánců této strategie je vymýcení světa od terorismu, odpůrci poukazují na hrozbu vojensko-průmyslového komplexu a tvrdí, že pokračování povede k větší nestabilitě ve světě.

## Časový přehled
| „ | Prezident je tímto autorizován použít všechny nezbytné a potřebné síly proti těm státům, organizacím a osobám, o kterých stanoví, že plánovali, schválili, spáchali nebo napomáhali teroristickým útokům, které nastaly 11. září 2001, a rovněž těm, kteří těmto organizacím a osobám poskytovali útočiště; a to za účelem předejití jakýmkoli dalším aktům mezinárodního terorismu proti Spojeným státům ze strany těchto států, organizací a osob. | “ |
| — Usnesení společné schůze Sněmovny reprezentantů a Senátu ze dne 18. září 2001, č. 107-40, Část 2, písm. (a) | |   |

1996
- 23. srpna – Usáma bin Ládin podepsal a vydal vyhlášení války USA s názvem "Poselství Usámy bin Ládina jeho muslimským bratrům v celém světě a zejména na Arabském poloostrově: Deklarace džihádu proti Američanům okupujícím zemi Dvou Svatých mešit; Vyžeňte kacíře z Arabského poloostrova."
- 27. září – hnutí Talibán s podporou bin Ládina dobylo Kábul a vyhlásilo Islámský emirát Afghánistán

1998
- 7. srpna – útok na americká velvyslanectví v Nairobi a Dar-es-Salaamu, al-Kaida zabila 224 lidí, z toho 12 amerických občanů a zranila cca 1000 dalších
- 20. srpna – USA v reakci na útoky vypálily rakety na údajnou základnu al-Káidy v Afghánistánu a na farmaceutickou továrnu v Súdánu
- 5. listopadu – velká porota při obvodním soudu pro jižní New York vznáší obžalobu proti bin Ládinovi a dalším prominentním členů al-Kaidy

1999
- 24.–31. prosince – únos letadla Indian Airlines na letu 814 do tálibánského Kandaháru, zabití 1 rukojmí

2000
- 12. října – sebevražedný útok na torpédoborec Cole, po nárazu člunu s výbušninou zemřelo 17 námořníků

2001
- 31. května  – první rozsudek v souvislosti s útoky z roku 1998, čtyři členové al-Kaidy shledáni vinnými[5]
- 11. září – teroristické útoky v New Yorku, Pentagonu a Shanksville (Pensylvánie). Během následujících tří dnů jsou schváleny: rezoluce 1368 v OSN, Operation Noble Eagle v americké a kanadské armádě a S.J.Res. 23 v americkém Kongresu – jejichž předmětem je odsouzení akcí z 11. září a příprava na odvetné akce, zadržení viníků a dostání je před spravedlnost.
- 18. září – Kongres USA schválil usnesení autorizující prezidenta k použití vojenské síly proti pachatelům útoků[6]

- 20. září – G. W. Bush ve svém projevu poprvé použil termín „válka proti teroru“[7]
- 7. října – začala americká invaze do Afghánistánu. Budoucí válečné kampaně v rámci války s terorem mají kódové označení Operace Trvalá svoboda (Operation Enduring Freedom) s přídomkem země nebo oblasti, ve které se odehrají.
- 26. října  – Kongres schvaluje Patriot Act posilující pravomoci bezpečnostních a zpravodajských složek
- 5. prosince 2001 – schválena dohoda o zřízení Prozatímní afghánské správy
- 6.–17. prosince – bitva u Tora Bora
- 22. prosince – vůdce paštunské delegace Hamid Karzáí byl zvolen předsedou prozatímní správy

2002
- 11: ledna – otevřena věznice na základně Guantánamo Bay
- 13. července – prozatímní správu nahradil tzv. Přechodný islámský stát Afghánistán
- 16. října –  Kongres schvaluje Iráckou resoluci, propůjčující prezidentu autoritu k vedení války s Irákem
- 8. listopadu OSN přijalo resoluci 1440, ve které dává Saddámu Hussajnovi a jeho režimu „poslední šanci podrobit se požadavkům na odzbrojení“

2003
- od 3. ledna do 12. dubna 2003 probíhá po celém světě cca 3000 protestních akcí proti válce s Irákem
- 5. února – Colin Powell na BV OSN kategoricky přednesl, že Saddám Hussajn pracoval na získání jaderných zbraní.
- 20. března – začíná invaze do Iráku (druhá válka v Zálivu)
- 1. listopadu – v Associated Press se poprvé objevuje případ týrání a ponižování vězňů americkými vojáky v Abu Ghraibu
- 13. prosince – Saddám Hussajn je dopaden a zatčen

2004
- únor – Červený kříž vydala zprávu, která konstatovala, že 70–90 procent lidí vězněných Spojenými státy a jejich „proxy“ je nevinných[8]
- 11. března – bitva u Wana ve válce v severozápadním Pákistánu
- 4. dubna – 1. května – bitva u Fallúdže
- 1.–3. září – obklíčení Beslanské školy
- 9. září – bombový útok na australskou ambasádu v indonéské Jakartě
- 7. listopadu – 23. prosince – druhá bitva u Fallúdže

2005
- 7. července – bombový útok v Londýnském metru
- 19. října – vznesení obžaloby proti Saddámu Husajnovi ve věci zločinů proti lidskosti a genocidy
- 9. listopadu – bombový útok v jordánském hlavním městě Ammánu

2006
- 3. dubna – v USA, ve státech Indiana a Illinois, byly zřízeny dvě CMU – Communication Management Units, „vězení uvnitř vězení“ s programy 22hodinové izolace, smyslové deprivace a omezenou komunikací s okolním světem, určené zejména pro teroristy
- 20. července – válka v Somálsku
- 21. srpna – začátek soudního procesu se Saddámem Husajnem
- 5. listopadu – Saddám Husajn odsouzen k trestu smrti
- 30. prosince  – Saddám Husajn popraven oběšením

2007
- 6. února – začíná transsaharská část Operace trvalá svoboda

2008
- 26. listopadu – teroristický útok v Bombaji, cca 160 mrtvých, 300–600 zraněných

2009
- 16. dubna – povstání v severním Kavkazu
- 26. července – začátek povstání Boko Haram
- 6. srpna – Obamova administrativa přestává používat termín „válka proti teroru“, místo něj používá „válka s Al-Kájdou“ nebo OCO (Overseas Contingency Operations)

2010
- 23. srpna – bitva o Mogadišo

2011
- 23. února – ozbrojené povstání islámských bojovníků na Sinaji
- 2. května – prezident Obama ohlašuje, že Usama bin Ládin byl zabit v domě v pákistánském Abbottabádu
- 18. prosince – většina amerických vojenských sil se stahuje z Iráku, válka v Iráku oficiálně končí

2012
- 16. ledna – konflikt v severním Mali
- 3. března – pokus o osvobození zajatců skupiny Boko Haram v nigerijském Sokoto
- 29. dubna – dronový úder v severním Wazíristánu zabil Abú Usmána Adila, vůdce IMU
- 11. září – útoky v Benghází

2013
- 16. ledna – krize s rukojmími v alžírském Amenas
- 11. května – bombový útok v tureckém Reyhanli
- 1. listopadu – dronový úder ve vesnici Dande Darpakhel v severním Wazíristánu zabil Hakimulláha Mehsúda, vůdce TTP

2014
- 13. června – mezinárodní kampaň proti ISIS, iniciovaná USA
- 16. prosince – teroristé TTP uskutečnili masakr ve škole v pákistánském Pešavaru
- 28. prosince – OSN ukončuje fázi války v Afghánistánu

2015
- 1. ledna – začíná nová fáze války v Afghánistánu, po účasti antitálibánských sil ISAF
- 19. března – povstání Al-Kájdy v Jemenu – Jemenská vlastenecká válka
- 26. června – útoky v Ramadánu zabily 403 lidí
- 13. listopadu – teroristické útoky v Paříži

2016
- 1.–16. února – ofenzíva v Allepu

2017
- 18. října – dronový úder v Afghánistánu, provincii Paktia, zabil Omara Chalída Chorasáního, vůdce JuA

2018
- kolem 15. července – bitva o Mosul
- 19. ledna – Jim Mattis, ve výkladu bezpečnostní strategie nové administrativy, říká, že terorismus nadále není v hledáčku národní bezpečnosti Spojených států amerických.

2021
- srpen – stažení zahraničních vojsk z Afghánistánu, návrat Talibánu k moci

Co se týče regionů, na kterých doposud došlo k bitvám nebo útokům v rámci války proti teroru, pak byly nejčastěji postihnuty oblasti střední a západní Asie, region Blízkého východu, Afrického rohu, v méně častých případech se ale daným událostem došlo i v Evropě, Severní Americe, severní Africe, a dalších — dá se mluvit o konfliktu s (téměř) celosvětovým rozsahem.

## Použitá technika
Prvních fází ofenzív v neděli 6. října se zúčastnili americké strategické bombardéry B-52, B-1 a B-2. Součástí druhé fáze bylo odpalování naváděných raket s plochou dráhou letu Tomahawk. Třetí fáze zahrnovala bombardování útočnými letouny F-14 Tomcat a F/A-18 Hornet. Důležitou logistickou úlohu pro NATO sehrály dopravní helikoptéry CH-53E Super Stallion a CH-46 Sea Knight Pro ničení pozemních cílů na krátkou vzdálenost sloužily helikoptéry AH-1W Super Cobra. Teroristé používají zejména vyřazenou sovětskou techniku a to zejména BMP-1, T-54, T-55A, T-62 a zřídka i modernější T-72 či T-90. Nezřídka se v jejich řadách objevují i ukořistěné tanky NATO.

## Vzdušné útoky
Pro válku proti teroru se stala typická strategie vzdušných útoků (sestřelování ze vzduchu, vypouštění raket, shazování bomb), speciálně útoky s použitím dronů.
S použitím vzdušných útoků drony začala administrativa George W. Bushe – kromě toho, co definovala jako válečné zóny v Afghánistánu, Iráku také v dalších třech zemích: Pákistánu, Jemenu a Somálii. Bush schválil 57 dronových úderů. Barack Obama a jeho vedení války proti teroru zaznamenalo postupný a poměrně strmý vzrůst použití dronů – ke konci jeho období na zhruba desetinásobek. Souběžně s tím postupně navyšoval i 'tradiční' vzdušné bombardování. Obama (potažmo jeho generálové) zavedli tzv. signature strikes, česky přibližně: údery podle vzoru. U tohoto typu útoku nemusel být cíl identifikován jako hledaný terorista; k opodstatnění udeřit stačily určité indicie – a to až tak vágní jako třeba „dospělý muž v tradičním náboženském úboru“. Souběžně se vzrůstajícím počtem útoků klesá transparentnost ohledně identity obětí a zdali patřili mezi teroristy nebo civilisty. Poslední roky Obamy ve funkci Pentagon přestal rozlišovat, kolik zabitých lidí patřilo mezi civilisty a automaticky označuje všechny jako nepřátelské bojovníky (enemy combatants). Podle vlastních dokumentů americké CIA v 80 % případů nedojde k identifikaci obětí vzdušných útoků.
Za úřadování administrativy George W. Bushe shodily americké ozbrojené síly na různé cíle v rámci války proti teroru v průměrně 24 bomb za den, tj. 8750 ročně. Během administrativy Baracka Obamy to bylo 34 bomb denně, tj. 12 500 ročně. Obamova spotřeba bomb však vykazovala vzrůstající tendenci – s 40% nárůstem od roku 2015, kdy americká armáda shodila kolem 20 tisíc bomb a raket, zejména v Sýrii, Iráku; tolik, že během tohoto období hlásila jejich nedostatek s neschopností je dostatečně rychle vyrábět a v roce 2016 se dostala na 26 171 shozených bomb, podle jiných zdrojů dokonce 31 tisíc.
Za první rok Donalda Trumpa v úřadu shodila americká armáda 44 096 bomb, tj. cca 121 denně, nebo každých 12 minut jednu s perspektivou vzrůstu na 144 denně, tj. v průměru jednu za každých 10 minut. Trump se též vyjádřil v tom smyslu, že dává svým generálům „zelenou“ ohledně toho, kde kdy a jak pomocí dronů i klasických vzdušných sil zaútočí, koho zabijí. Pouze útoky dronů zabíjejí za úřadování Trumpa 80× více obětí než za Bushe, s účinností 2 % zasáhnout teroristy, jež jsou v hledáčku CIA.

## Satira
Nehumánní způsob vedení zejména irácké fáze války byl satirizován britským komikem Sachou Baronem Cohenem ve filmu Borat, kde Cohen nechává svého hrdinu podporovat americkou válku teroru namísto války proti teroru uvedením slov "war of terror" namísto "war on terror" či vyjádřit přání, aby George Bush popil krve každé Iráčanky a každého iráckého dítěte a aby americká vojska zničila Irák do té míry, aby ani jediná ještěrka nepřežila v irácké poušti po dalších tisíc let.